# Сабула (Ајова)
Сабула (енгл. Sabula) град је у америчкој савезној држави Ајова. По попису становништва из 2010. у њему је живело 576 становника.

## Демографија
Према попису становништва из 2010. у граду је живело 576 становника, што је -94 (-14.0%) становника више него 2000. године.
| Група             | 2000.       | 2010.       |
| Белци             | 663 (99,0%) | 569 (98,8%) |
| Афроамериканци    | 0 (0,0%)    | 1 (0,2%)    |
| Азијати           | 0 (0,0%)    | 0 (0,0%)    |
| Хиспаноамериканци | 7 (1,0%)    | 4 (0,7%)    |
| Укупно            | 670         | 576         |